# Atletica leggera ai Giochi della XVII Olimpiade - Salto con l'asta

Video della Finale (immagini in B/N; commento in italiano)

La competizione del salto con l'asta di atletica leggera ai Giochi della XVII Olimpiade si è disputata i giorno 5 e 7 settembre 1960 allo Stadio Olimpico di Roma.

## L'eccellenza mondiale
| Campione olimpico 1956   | 4,56 | Robert Richards  | Ritirato 1957 |
| Campione europeo 1958    | 4,50 | Eeles Landström  | Presente      |
| Primatista europeo       | 4,65 | Manfred Preußger | Presente      |
| Vincitore dei Trials USA | 4,81 | Donald Bragg     | Presente      |

Alle selezioni americane Donald Bragg batte Ron Morris stabilendo con 4,81 il nuovo record del mondo.

## Risultati

### Turno eliminatorio
Qualificazione4,40 m
I 13 atleti finalisti (c'è un pari merito) sono selezionati a 4,30 m.

Il neo primatista europeo Manfred Preußger (della Germania dell'Est) fallisce la qualificazione fermandosi a 4,20.
| Pos | Atleta              | Nazione          | Salti | Salti | Salti | Salti | Salti | Misura |
| Pos | Atleta              | Nazione          | 3,80  | 4,00  | 4,20  | 4,30  | 4,40  | Misura |
| --- | ------------------- | ---------------- | ----- | ----- | ----- | ----- | ----- | ------ |
| 1   | Hristo Hristov      | Bulgaria         | -     | O     | O     | O     | O     | 4,40   |
| 1   | Matti Sutinen       | Finlandia        | -     | O     | O     | O     | O     | 4,40   |
| 3   | Donald Bragg        | Stati Uniti      | -     | -     | O     | XO    | O     | 4,40   |
| 4   | Eeles Landström     | Finlandia        | -     | O     | O     | XO    | O     | 4,40   |
| 4   | Günter Malcher      | Germania         | -     | O     | XO    | O     | O     | 4,40   |
| 6   | Rudolf Tomášek      | Cecoslovacchia   | O     | XO    | O     | O     | O     | 4,40   |
| 7   | Leon Lukman         | Jugoslavia       | -     | O     | XXO   | O     | O     | 4,40   |
| 8   | Igor Pietrenko      | Unione Sovietica | -     | O     | O     | O     | XXO   | 4,40   |
| 8   | Rolando Cruz        | Porto Rico       | -     | O     | O     | O     | XXO   | 4,40   |
| 10  | Jānis Krasovskis    | Unione Sovietica | -     | -     | O     | XO    | XXO   | 4,40   |
| 11  | Ronald Morris       | Stati Uniti      | -     | -     | O     | O     | XXX   | 4,30   |
| 12  | Andrzej Krzesiński  | Polonia          | -     | O     | O     | O     | XXX   | 4,30   |
| 12  | Dimitar Khlebarov   | Bulgaria         | -     | O     | O     | O     | XXX   | 4,30   |
| 14  | Manfred Preußger    | Germania         | -     | O     | O     | -     | XXX   | 4,20   |
| 14  | Peter Laufer        | Germania         | -     | O     | O     | -     | XXX   | 4,20   |
| 14  | Roman Lešek         | Jugoslavia       | -     | O     | O     | XXX   |       | 4,20   |
| 14  | Valbjörn Þorláksson | Islanda          | -     | O     | O     | XXX   |       | 4,20   |
| 18  | David Clark         | Stati Uniti      | O     | O     | O     | XXX   |       | 4,20   |
| 18  | Geōrgios Roumpanīs  | Grecia           | O     | O     | O     | XXX   |       | 4,20   |
| 18  | Janusz Gronowski    | Polonia          | O     | O     | O     | XXX   |       | 4,20   |
| 18  | Victor Sillon       | Francia          | O     | O     | O     | XXX   |       | 4,20   |
| 22  | Noriaki Yasuda      | Giappone         | -     | XXO   | O     | XXX   |       | 4,20   |
| 23  | Bjørn Andersen      | Danimarca        | -     | O     | XXX   |       |       | 4,00   |
| 23  | Gérard Barras       | Svizzera         | -     | O     | XXX   |       |       | 4,00   |
| 23  | Raymond Van Dijck   | Belgio           | -     | O     | XXX   |       |       | 4,00   |
| 26  | Allah Ditta         | Pakistan         | XO    | O     | XXX   |       |       | 4,00   |
| -   | Mohamed Abdullah    | Iraq             | XXX   |       |       |       |       | NM     |
| -   | Orhan Altan         | Turchia          | XXX   |       |       |       |       | NM     |
| -   | Owen Okundaye       | Nigeria          | -     | XXX   |       |       |       | NM     |

### Finale
Ai Giochi si ripete il duello tra i due americani. Fino a 4,55 sono impegnati dal campione europeo Landström e dal portoricano Cruz.
A 4,60 rimangono soli in gara a contendersi oro e argento. Bragg passa la misura alla prima prova, Morris alla seconda. La gara si trascina da oltre cinque ore: su richiesta dei due atleti, si evita la misura di 4,65 e si sale direttamente a 4,70, nuovo record olimpico. Bragg valica l'asticella al primo tentativo, mentre il connazionale sbaglia tre volte. La manifestazione olimpica conferma il risultato dei Trials.
| Pos     | Atleta             | Età | Nazione          | Salti | Salti | Salti | Salti | Salti | Salti | Salti | Salti | Salti | Misura |
| Pos     | Atleta             | Età | Nazione          | 4,00  | 4,20  | 4,30  | 4,40  | 4,50  | 4,55  | 4,60  | 4,70  | 4,82  | Misura |
| ------- | ------------------ | --- | ---------------- | ----- | ----- | ----- | ----- | ----- | ----- | ----- | ----- | ----- | ------ |
| Oro     | Donald Bragg       | 25  | Stati Uniti      | -     | -     | O     | XO    | O     | O     | O     | O     | XXX   | 4,70   |
| Argento | Ronald Morris      | 25  | Stati Uniti      | -     | -     | O     | O     | XO    | O     | XO    | XXX   |       | 4,60   |
| Bronzo  | Eeles Landström    | 28  | Finlandia        | -     | O     | -     | XO    | XO    | O     | XXX   |       |       | 4,55   |
| 4       | Rolando Cruz       | 21  | Porto Rico       | O     | O     | O     | O     | O     | XO    | XXX   |       |       | 4,55   |
| 5       | Günter Malcher     | 26  | Germania         | -     | O     | O     | O     | O     | XXX   |       |       |       | 4,50   |
| 6       | Igor Pietrenko     | 22  | Unione Sovietica | -     | O     | -     | XXO   | O     | XXX   |       |       |       | 4,50   |
| 6       | Matti Sutinen      | 30  | Finlandia        | -     | O     | -     | XXO   | O     | XXX   |       |       |       | 4,50   |
| 8       | Rudolf Tomášek     | 23  | Cecoslovacchia   | O     | O     | O     | XXO   | O     | XXX   |       |       |       | 4,50   |
| 9       | Leon Lukman        | 29  | Jugoslavia       | O     | O     | O     | O     | XXX   |       |       |       |       | 4,40   |
| 10      | Hristo Hristov     | 25  | Bulgaria         | -     | XO    | O     | O     | XXX   |       |       |       |       | 4,40   |
| 11      | Dimitar Khlebarov  | 26  | Bulgaria         | -     | O     | O     | XXX   |       |       |       |       |       | 4,30   |
| 12      | Andrzej Krzesiński | 33  | Polonia          | O     | O     | O     | XXX   |       |       |       |       |       | 4,30   |
| 13      | Jānis Krasovskis   | 24  | Unione Sovietica | -     | -     | XO    | XXX   |       |       |       |       |       | 4,30   |

Bragg è l'ultimo saltatore che vince l'oro olimpico con un'asta di metallo.